# Deilelater
Deilelater is een geslacht van kevers uit de familie  
kniptorren (Elateridae).
Het geslacht is voor het eerst wetenschappelijk beschreven in 1975 door Costa.

## Soorten
Het geslacht omvat de volgende soorten:
- Deilelater atlanticus (Hyslop, 1918)
- Deilelater bellamyi (Van Zwaluwenburg, 1936)
- Deilelater mexicanus (Champion, 1896)
- Deilelater physoderus (Germar, 1841)
- Deilelater radians (Champion, 1896)
- Deilelater sirius (Candèze, 1878)
- Deilelater stella (Candèze, 1863)
- Deilelater ustulatus Costa, 1983